# Сатолаз-э-Бонс
Сатолаз-э-Бонс (фр. Satolas-et-Bonce) — коммуна во Франции, находится в регионе Рона — Альпы. Департамент коммуны — Изер. Входит в состав кантона Ла-Верпийер. Округ коммуны — Ла-Тур-дю-Пен.
Код INSEE коммуны — 38475. Население коммуны на 2007 год составляло 1 941 человек. Населённый пункт находится на высоте от 200  до 285  метров над уровнем моря. Муниципалитет расположен на расстоянии около 410 км юго-восточнее Парижа, 24 км восточнее Лиона, 75 км северо-западнее Гренобля. Мэр коммуны — M. Jean Besson, мандат действует на протяжении 2008—2014 гг.
Динамика населения (INSEE):